# アンティル諸島駐屯フランス軍
アンティル諸島駐屯フランス軍（アンティルしょとうちゅうとんフランスぐん、フランス語：Forces armées aux Antills、略称：FAA）は、フランス国防省下で異軍種ごとに担当していたアンティル諸島に所在するマルティニーク県とグアドループ県の防衛警備態勢について再編成のうえで高等司令官（COMSUP）指揮下におかれてるフランス軍。
フランスはその主権が及ぶ範囲内を恒久的責任地域（ZRP）として設定し国軍に防衛警備を担当させている。アンティル諸島周辺のカリブ海諸国は13の国家が広がっている。

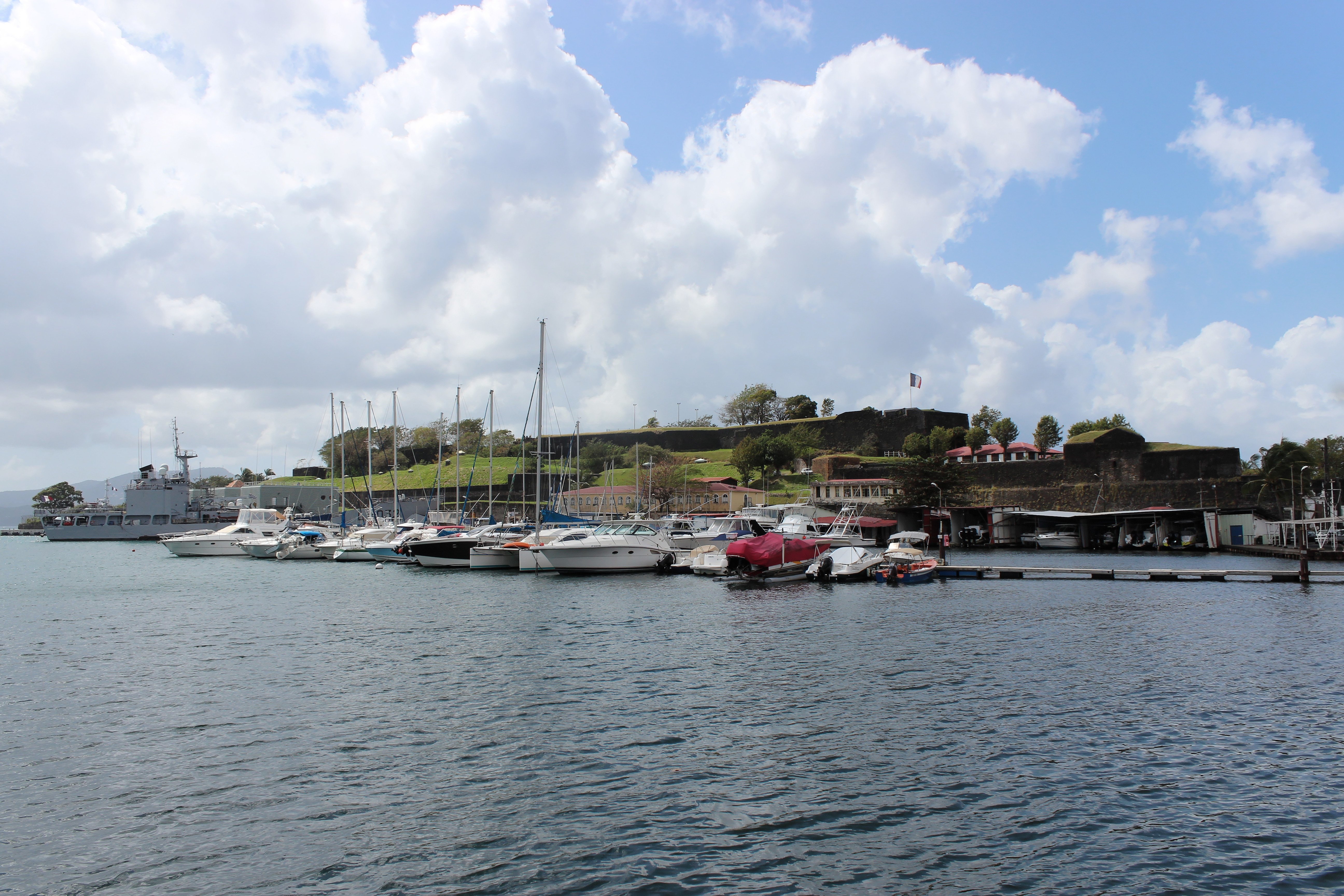
セントルイス砦(セント・マーチン島)

## 編成
アンティル諸島駐屯フランス軍は高等司令官の責任下に置かれ現地行政における軍事分野を代表し、高等司令官はフランス統合参謀総長の直轄下にある。駐屯部隊は異なる軍種の混成（陸軍、海軍、空軍、国家憲兵隊、適応軍役制度）で構成されている。三軍将兵は約1,700人、軍属約400人から成り、適応軍役制度兵は約1,150人で、海外勤務の国家憲兵隊員は約1,500人が配置されている。
高等司令官は防衛区知事を兼務する当該地域の高等弁務官に対して軍事的助言を行う。特に領内の保護と発展、三軍の戦力維持に責任を負う。高等司令官は陸海空ごとの司令官を副官として指揮下においている。また、グアドループには高等司令官派遣代理として部隊司令官が置かれている。

### 陸軍部隊
陸軍は軍区司令官の下で2個部隊が駐屯しており約1,000人がいる。
- 第33海兵歩兵連隊　在マルティニーク島、フォール＝ド＝フランス
- 第41海兵歩兵大隊　在グアドループ諸島、グランド・テール島ポワンタピートル

### 海軍部隊
海軍は海域司令官の下で、フォール＝ド＝フランスに基地を置き、約500人が配置されている。海軍部隊は特に治安維持、そのなかでも広大な海域で繰り広げられる麻薬密輸との戦いを重視しており、漁業取締や水路業務をしつつ年間8,000時間に及ぶ海上監視活動と訓練を実施している。この海域におけるフランスの排他的経済水域の範囲は150,000平方キロメートルあり、南米大陸から流入する麻薬はカリブ海諸国を中継してアメリカ合衆国やヨーロッパ諸国に流入している。
- フロレアル級フリゲート × 1隻
- P400級哨戒艇 × 1隻
- シャンプラン級戦車揚陸艦 × 1隻
- アエロスパシアル AS 565汎用ヘリコプター × 4機
- ブレゲー アトランティック海上哨戒機もしくはダッソー ファルコン 50多用途機が数カ月毎の交代配備。
- 海上憲兵隊の巡視艇

### 空軍部隊
空軍は空域司令官の下で第365ラマンタン空軍基地（マルティニーク・エメ・セゼール国際空港）にアンティル輸送飛行隊を配置し約200人を詰めさせている。2011年には空軍基地は閉鎖される予定。
- CASA CN-235戦術輸送機 × 3機
- アエロスパシアル AS 565汎用ヘリコプター × 2機
- ユーロコプター フェニック汎用ヘリコプター × 2機

### 国家憲兵隊部隊
マルティニーク県憲兵隊とグアドループ県憲兵隊が配置され約1,500人が配備されている。

### 適応軍役制度兵
適応軍役制度に基づきマルティニークとグアドループには陸軍所属としてマルティニーク適応軍役連隊とグアドループ適応軍役連隊が配置されている。これは現地出身である若者の統合を目的としている。

## 任務
領土については主権維持、抑止力、住民やカリブ海諸国民への自然災害や人道援助（特にハリケーンなど）があり、海上では排他的経済水域での違法漁業の取締り、海難救助、麻薬密輸対策および不法移民対策がある。航空分野については主権維持、空域管制、フランス領ギアナ駐屯フランス軍の支援、兵站輸送、指揮通信関連、麻薬対策、海難救助、人道支援、外交支援およびカリブ海諸国との国際協力が主たる任務となっている。このため恒久的責任地域（ZRP）内での戦力の強化、訓練を実施し、時にはメキシコ湾まで展開する。この他に、地域協力に参加し、相互演習や災害時などには即応して救援に赴く。例えば、国際連合安全保障理事会決議に基づくハイチ周辺での武器密輸防止のための海上封鎖活動や2005年のハリケーン・カトリーナでは救援活動のためフリゲートと輸送艦を1隻ずつ派遣している。